# 68e Ōshō (shogi) 2017-2018
«Édition précédente (67)
68e Ōshō
Édition suivante (69)»

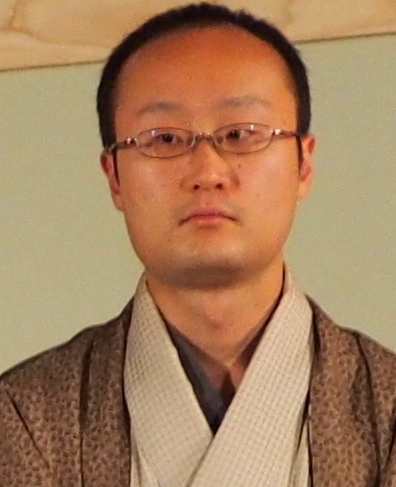
Akira Watanabe, le vainqueur du tournoi.

Le 68e Osho est une compétition majeure du shogi professionnel japonais organisée d'avril 2018 à mars 2019 (comptant pour la saison japonaise 2017-2018).

## Oshosen Nana-ban Shobu
Le championnat Osho oppose dans un match en sept parties le tenant du titre Toshiaki Kubo au challenger vainqueur du Chōsen-sha kettei rīgu-sen (挑戦者決定リーグ戦), Akira Watanabe (渡辺　明).
| Partie | Date       | Sente          | Sente     | Né en | Gote           | Gote      | Né en | Kubo | Watanabe | Lieu                |
| ------ | ---------- | -------------- | --------- | ----- | -------------- | --------- | ----- | ---- | -------- | ------------------- |
| 1      | 13/01/2019 | Akira Watanabe | 渡辺 明   | 1984  | Toshiaki Kubo  | 久保 利明 | 1975  | 0    | 1        | Chateau de Kakegawa |
| 2      | 26/01/2019 | Toshiaki Kubo  | 久保 利明 | 1975  | Akira Watanabe | 渡辺 明   | 1984  | 0    | 2        | Osaka               |
| 3      | 06/02/2019 | Akira Watanabe | 渡辺 明   | 1984  | Toshiaki Kubo  | 久保 利明 | 1975  | 0    | 3        | Otawara             |
| 4      | 24/02/2019 | Toshiaki Kubo  | 久保 利明 | 1975  | Akira Watanabe | 渡辺 明   | 1984  | 0    | 4        | Naha (Okinawa)      |
| 5      | 04/03/2019 |                |           |       |                |           |       |      |          | Amagasaki           |
| 6      | 20/03/2019 |                |           |       |                |           |       |      |          | Saga                |
| 7      | 26/03/2019 |                |           |       |                |           |       |      |          | Sado                |

Liste des parties
1. ↑  (ja) « Akira Watanabe vs Toshiaki Kubo "Gokigen Nakabisha" 68e Osho, Nanaban shobu, Partie 1 », sur 将棋DB2 (consulté le 17 janvier 2019)
2. ↑  (ja) « Toshiaki Kubo vs. Akira Watanabe "Gokigen Nakabisha" 68e Osho, Nanaban shobu, Partie 2 », sur 将棋DB2 (consulté le 28 janvier 2019)
3. ↑  (ja) « Akira Watanabe vs. Toshiaki Kubo  "Gokigen Nakabisha" 68e Osho Nanaban shobu 3e partie », sur 将棋DB2 (consulté le 28 février 2019)
4. ↑  (ja) « Toshiaki Kubo vs. Akira Watanabe "sankenbisha" 68e Osho, Nanaban Shobu,4e Partie », sur 将棋DB2 (consulté le 28 février 2019)

## Chōsen-sha kettei rīgu-sen
Le tournoi des candidats a réuni 7 joueurs.
4 qualifiés d'office sur la base des résultats du 67e Osho :
- Masataka Goda
- Tetsuro Itodani
- Masayuki Toyoshima
- Akira Watanabe

3 qualifiés issus des Niji-Yosen :
- Amahiko Sato
- Taichi Nakamura
- Akihito Hirose

Akira Watanabe est devenu le challenger du roi Toshiaki Kubo à l'issue d'un ultime barrage contre Tetsuro Itodani.
Ces deux joueurs totalisent 4 victoires et 2 défaites à l'issue du Chōsen-sha kettei rīgu-sen.
Un troisième joueurs, Akihito Hirose, totalisait lui aussi 4 victoires et 2 défaites mais la réglementation particulière de l'Oshosen ne lui donnait pas accès aux barrage car il n'occupait que la troisième place au départage consistant au résultat obtenu lors du précédent tournoi Osho.
|   | Joueurs            | Joueurs  | Né en | 1  | 2  | 3  | 4  | 5  | 6  | 7  | Barrage | victoires | défaites | Rang |            |
| 4 | Akira Watanabe     | 渡辺 明  | 1984  | -6 |    | +5 | -7 | +2 | +3 | +1 | +3      | 4         | 2        | 1    | Challenger |
| 3 | Tetsuro Itodani    | 糸谷哲郎 | 1988  | +1 | +7 | -2 |    | +6 | -4 | +5 | -4      | 4         | 2        | 2    | Qualifié   |
| 7 | Akihito Hirose     | 広瀬章人 | 1987  | +2 | -3 | +1 | +4 | -5 | +6 |    |         | 4         | 2        | 3    | Qualifié   |
| 1 | Masayuki Toyoshima | 豊島将之 | 1990  | -3 | +6 | -7 | +2 |    | +5 | -4 |         | 3         | 3        | 4    | Qualifié   |
| 5 | Amahiko Sato       | 佐藤天彦 | 1988  |    | +2 | -4 | +6 | +7 | -1 | -3 |         | 3         | 3        | 5    |            |
| 2 | Masataka Goda      | 郷田真隆 | 1971  | -7 | -5 | +3 | -1 | -4 |    | +6 |         | 2         | 4        | 6    |            |
| 6 | Taichi Nakamura    | 中村太地 | 1988  | +4 | -1 |    | -5 | -3 | -7 | -2 |         | 1         | 5        | 7    |            |

## Niji Yosen
Composé de trois tournois à élimination directe, ce second tour des qualifications a opposé 18 joueurs.
Il permet aux trois vainqueurs d’accéder au Chōsen-sha kettei rīgu-sen :
- Amahiko Sato
- Taichi Nakamura
- Akihito Hirose

### Nịii-Yosen 1-Kumi
Koichi Fukaura et Yoshiharu Habu accédaient directement aux demi-finales.
Qualifié pour le Chōsen-sha kettei rīgu-sen.
- Akihito Hirose

| Koichi Fukaura   | 深浦 康市 | 1972 | Koichi Fukaura   | Koichi Fukaura | Akihito Hirose | Akihito Hirose |
| Akihito Hirose   | 広瀬 章人 | 1987 | Akihito Hirose   | Akihito Hirose | Akihito Hirose | Akihito Hirose |
| Hiroshi Namekata | 行方尚史  | 1973 | Hisachi Namekata | Akihito Hirose | Akihito Hirose | Akihito Hirose |
| Sakio Chiba      | 千葉幸生  | 1979 | Sakio Chiba      | Yasumisu Sato  | Yoshiharu Habu | Akihito Hirose |
| Yasumitsu Sato   | 佐藤 康光 | 1969 | Yasumitsu Sato   | Yasumisu Sato  | Yoshiharu Habu | Akihito Hirose |
| Yoshiharu Habu   | 羽生 善治 | 1970 | Yoshiharu Habu   | Yoshiharu Habu | Yoshiharu Habu | Akihito Hirose |

### Nịii-Yosen 2-Kumi
Shintaro Saito et Taichi Nakamura accèdent directement aux demi-finales.
Qualifié pour le Chōsen-sha kettei rīgu-sen.
- Taichi Nakamura

| Shintaro Saito  | 斎藤 慎太郎 | 1993 | Shintaro Saito  | Shintaro Saito  | Shintaro Saito  | Taichi Nakamura |
| Yashiro Wataru  | 八代弥      | 1994 | Wataru Yoshiro  | Wataru Yoshiro  | Shintaro Saito  | Taichi Nakamura |
| Akihito Murata  | 村田顕弘    | 1986 | Akihito Murata  | Wataru Yoshiro  | Shintaro Saito  | Taichi Nakamura |
| Eiji Iijima     | 飯島栄治    | 1979 | Eiji Iijima     | Eiji Iijima     | Taichi Nakamura | Taichi Nakamura |
| Takashi Abe     | 阿部隆      | 1967 | Takashi Abe     | Eiji Iijima     | Taichi Nakamura | Taichi Nakamura |
| Taichi Nakamura | 中村 太地   | 1988 | Taichi Nakamura | Taichi Nakamura | Taichi Nakamura | Taichi Nakamura |

### Nịii-Yosen 3-Kumi
Amahiko Sato et Tatsuya Sugai accèdent directement aux demi-finales.
Qualifié pour le Chōsen-sha kettei rīgu-sen.
- Amahiko Sato

| Amahiko Sato     | 佐藤天彦  | 1988 | Amahiko Sato     | Amahiko Sato   | Amahiko Sato  | Amahiko Sato |
| Nobuyuki Yashiki | 屋敷 伸之 | 1972 | Nobuyuki Yashiki | Akira Nishio   | Amahiko Sato  | Amahiko Sato |
| Akira Nishio     | 西尾明    | 1979 | Akira Nishio     | Akira Nishio   | Amahiko Sato  | Amahiko Sato |
| Akira Inaba      | 稲葉 陽   | 1988 | Akira Inaba      | Hiroyuki Miura | Tatsuya Sugai | Amahiko Sato |
| Hiroyuki Miura   | 三浦浩幸  | 1974 | Hiroyuki Miura   | Hiroyuki Miura | Tatsuya Sugai | Amahiko Sato |
| Tatsuya Sugai    | 菅井竜也  | 1992 | Tatsuya Sugai    | Tatsuya Sugai  | Tatsuya Sugai | Amahiko Sato |

## Ichiji-Yosen
Ce premier tour des qualifications oppose 144 joueurs répartis en 6 tournois à élimination directe de 24 joueurs chacun.
Les six vainqueurs accédaient aux Niji-Yosen.

## Rang
| Kishi      | Kishi              | Kishi     | Né en |  |    |  |  |  |  |
| ---------- | ------------------ | --------- | ----- |  | -- |  |  |  |  |
| Ōshō       | Akira Watanabe     | 渡辺 明   | 1984  |  | 16 |  |  |  |  |
| Ōshō déchu | Toshiaki Kubo      | 久保 利明 | 1975  |  | 17 |  |  |  |  |
| Barragiste | Tetsuro Itodani    | 糸谷 哲郎 | 1988  |  | 18 |  |  |  |  |
| 4          | Akihito Hirose     | 広瀬章人  | 1987  |  | 19 |  |  |  |  |
| 5          | Masayuki Toyoshima | 豊島将之  | 1990  |  | 20 |  |  |  |  |
| 6          | Amahiko Sato       | 佐藤天彦  | 1988  |  | 21 |  |  |  |  |
| 7          | Masataka Goda      | 郷田真隆  | 1971  |  | 22 |  |  |  |  |
| 8          |                    |           |       |  | 23 |  |  |  |  |
| 9-10       |                    |           |       |  | 24 |  |  |  |  |
| 9-10       |                    |           |       |  | 25 |  |  |  |  |
| 11         |                    |           |       |  | 26 |  |  |  |  |
| 12         |                    |           |       |  | 27 |  |  |  |  |
| 13         |                    |           |       |  | 28 |  |  |  |  |
| 14         |                    |           |       |  | 29 |  |  |  |  |
| 15         |                    |           |       |  | 30 |  |  |  |  |

7 Masataka Goda
8 Taichi Nakamura
9 Shintaro Saito 10 Yoshiharu Habu 11 Tatsuya Sugai
12 Koichi Fukaura 13 Hiroyuki Miura 14 Yasumitsu Sato 15-16 Akira Nishio, Yashiro Wataru, 17 Eiji IIjima
18-19 Akira Inaba, Hisachi Namekata 20-21Nabuyuki Yashiki, Sakio Chiba 22 Akito Murata 23 takashi Abe